# 水滸伝 All Men Are Brothers
『水滸伝 All Men Are Brothers』（すいこでん オールメンアーブラザーズ、簡体字中国語: 水浒传、英語: All Men Are Brothers）は、2011年の中国のテレビドラマ。全86話。構想10年。総製作費は4.5億人民元（55億円）。公式な文字邦題は『水滸伝』だが、作品邦題に英題を含めて『水滸伝 All Men Are Brothers』と表記することがある。作品のロゴは『水滸伝 SUIKODEN All Men Are Brothers』となっている。

## 概要
中国四大奇書の一つ『水滸伝』のドラマ化作品。中国本土だけでなく、台湾や香港の俳優も出演している。
撮影時に用いられた巨大オープンセット（総工費：40億円、面積：東京ドーム6.5個分）は、山東省の「水滸伝パーク（水滸影視城）」として一般公開されている。
日本ではアジアドラマチックTV、チャンネル銀河などで放送され、DVD化もされた。また、日本オリジナルで約100分に再編集された映画『劇場版 水滸伝』も2013年5月25日に公開された。

## あらすじ
今から千年前、北宋末期。八代皇帝・徽宗による朝廷は腐敗が進み、悪徳官吏が横行する望み亡き時代に突入していた。なかでも東京開封府の権力者・高俅は絶大な力を誇っていた。
志を共にする108人の武勇と知略に優れた英傑が、四方八百里を水に囲まれた梁山泊に集結する。彼らは「替天行道」の旗の下、奸臣がはびこる朝廷との戦いを繰り広げる。
大枠は原作どおりだが、招安をうけたあとすぐに方臘との戦いに赴くという設定になっており、遼国や田虎・王慶とのたたかいは描かれない。そのため、張清と瓊英も、原作とは異なった出会いをしている（そもそも瓊英の設定がぜんぜん違う）。方臘との戦いで没する好漢たちの死に方も、すべてが原作通りではない。また、梁山泊集団から離れたあとの燕青と李師師との関係を暗示的に描いている。
また、朱仝が世話をしていた子どもを李逵が殺すところは、殺意はなく事故で亡くなったことにしたり、張清が梁山泊に捕まってから入山するまでの展開が燕青との絡みにより官軍との戦いを含んでのものになったり、108人の序列を決めた天からのいしぶみは、呉用と公孫勝とが計画して蕭譲と金大堅につくらせたという設定になっていたり、燕青が相撲で任原を倒すところでは、任原が好漢との対戦を望むのは梁山泊攻撃のための挑発のわなという形にしたり、王英と扈三娘の最期が共に兵の攻撃からかばい合いながらも倒されたりと、現代的な解釈をとりいれているところもある。戦闘でも魔術・方術はほとんど使われない（高廉が方術士であるはずが八卦陣による陣形で梁山泊に挑む展開になっている）。

## スタッフ
- 原作 - 施耐庵、羅貫中
- 芸術監督 - 鄭暁竜（中国語版）
- 音楽 - 周志勇
- シリーズ構成 - 温豪傑
- 監督 - 鞠覚亮（中国語版）
- 制作 - 如意吉祥（著作）、陽光盛通

## 楽曲
- 1 - 48話オープニングテーマ・86話エンディングテーマ「兄弟無数」
  - 作詞 - 李春 / 作曲 - 周志勇 / 歌 - 景崗山〈公孫勝役〉（中国語版） / 合唱 - 張昊翔〈阮小七役〉・劉冠麟〈白勝役〉・于承熙〈李俊役〉・付磊〈祝彪役〉など
- 49 - 86話オープニングテーマ「四海盟約」
  - 作詞 - 李春 / 作曲 - 周志勇 / 歌 - 毛阿敏
- 1 - 48話エンディングテーマ「四海」（邦題：「めぐり逢い」）
  - 作詞 - 李春 / 作曲 - 呉彤 / 歌 - ココ・リー
- 49 - 85話エンディングテーマ・挿入歌「自従你走後」（邦題：「君を思う」）
  - 作詞 - 李春 / 作曲 - 周志勇 / 歌 - 初瑞（エンディングテーマ）、胡東〈林冲役〉（中国語版）（挿入歌）
- 挿入歌「群山譜」（邦題：「英雄、連山の如し」）
  - 作詞 - 李春 / 作曲 - 周志勇 / 歌 - 初瑞
- 挿入歌「水泊桃源」（邦題：「水泊童歌」）
  - 作詞 - 李春 / 作曲 - 周志勇 / 歌 - 孫浩、何佳怡〈孫二娘役〉（中国語版）、丁呱呱

## 登場人物・キャスト
水滸伝百八星一覧表も参照のこと。
- 宋江：張涵予（チャン・ハンユー）(声：丸山壮史)
元は鄆城県のさえない小役人であったが、誤って人を殺め罪人となる。後に梁山泊の百八人を束ねる首領となる。
- 雷横：白海龍(声：河合みのる)
鄆城県の都頭。きまじめで、ごつい体躯の持ち主。雷横の母と白秀英とケンカをしている際にあやまって白秀英を突き飛ばして死なせたため、流刑に処される。護送の際に朱仝に助けられた後に梁山泊に落ち着く。
- 朱仝：于彦凱（ユ・ヤンカイ）(声：中西としはる)
鄆城県の都頭。みごとな長い髭の持ち主。白秀英を死なせたことで流刑になった雷横を助けたため、罪人逃亡の責を負って滄州へ流刑となった。流刑地の滄州の知事に気に入られた朱仝は、役所で勤務するようになり、また知事の幼い息子（小衙内）のお傅り役として仕えるが、朱仝の入山を欲している梁山泊は仲間となったいた雷横に説得させるが李逵に小衙内をさらわれたことでケンカになった末に崖から落ちしてしまい、結局梁山泊に落ち着くことになる。
- 洪信大尉：張鉄林（中国語版）(声：中村浩太郎)
公孫勝の話にでてきた人物（実在するかは不明）。伏魔殿の封印を破って百八星の魔物を解放してしまう。公孫勝は「自分達がその魔物だ」と主張している。本当かはかなり怪しい[5]。
- 公孫勝：景崗山（中国語版）(声：金子修)
あやしい道士。兵法にも詳しいらしい。宋江を宰相府への献上品の強奪に誘う。宋江には断られ、晁蓋らを引き連れて献上品強奪を働く。のちに呉用とともに梁山泊の軍師になる。一応道士ではあるのだが、劇中で妖術を使うことは殆んどない。
- 晁蓋：呂良偉（レイ・ロイ）（中国語版）(声：加藤亮夫)
東渓村の実力者。献上品強奪に参加する。のちに新生梁山泊初代首領になる。史文恭に毒矢で殺害される。
- 劉唐：(声：藤原貴弘)
赤髪鬼。献上品強奪に参加するが成功したのちに梁山泊に入る。
- 呉用：李宗翰（リー・ゾンハン）（中国語版）(声：白川周作)
東渓村で私塾を開いている。献上品強奪に参加する。のちに公孫勝とともに梁山泊の軍師になる。
- 阮小二：(声：金子修)
石碣村の漁師。献上品強奪に参加する。
- 阮小五：(声：烏丸祐一)
石碣村の漁師。献上品強奪に参加する。
- 阮小七：張昊翔(声：高中宏之)
石碣村の漁師。献上品強奪に参加する。
- 白勝：劉冠麟(声：水野貴雄)
宰相府の献上品強奪に協力する。彼じしんは博打好きでただのチンピラだが、地味に活躍している。後に梁山泊に入る。
- 閻婆惜（中国語版）：熊乃瑾（中国語版）(声：うえだ星子)
宋江に助けられてから宋江を慕い、強引に宋江の妾になる。が、宋江に邪険にされたため、あてつけ浮気を働き、かえって関係を冷え込ませてしまう。梁山泊から届いた宋江宛の書簡を読み、宋江と言い争いになり殺されてしまう。宋江には邪険にされていたのだが、最期まで宋江のことを慕っていた。
- 閻婆惜の母：畢秀茹(声：宮崎智栄子)
宋江を閻婆惜殺害の罪で訴える。
- 林冲：胡東（フー・ドン）（中国語版）(声：藤井啓輔)
元は高俅の部下で、民に慕われる禁軍師範（皇帝直轄の禁軍で武芸を指南する武将）であったが、高俅に追い詰められ無実の罪を着せられ、流罪になってしまう。高俅への恨みから、招安には終始、反対していた。
- 林娘子：アニタ・ユン(声：武田華)
林冲の妻。林冲とは仲睦まじい夫婦だったが、高衙内に目をつけられたことから悲惨な末路を辿る。『林娘子』はこのドラマでのキャラクター名で、一般的に林冲の妻は『林張氏』と呼ばれている。
- 高俅：レイ・チーホン(声：鏡優雅)
軍の最高権力者である太尉。特技の蹴鞠と皇帝の寵愛を武器に、国を意のままに操る奸臣。
- 高衙内：趙熠洋(声：坂東賢春)
奸臣高俅の養子。林冲の妻を手篭めにしようとするが、逆に林冲に追い返され、命を狙われかねない状況に陥る。
- 徽宗皇帝：楊子（中国語版）(声：野沢聡)
北宋第8代皇帝。優柔不断な皇帝で、梁山泊の扱いについては迷っていたが、後に梁山泊を認めるようになる。
- 王進：王建国（声：桂一雅）
林冲と史進の師匠。修行を終えた史進を林冲に預ける。
- 史進：韓棟(声：益山武明)
史家村の暴れ者のお坊ちゃまだったが、林冲の師でもある王進から武芸を習い、林冲に預けられる形で禁軍に入る。だが、王進が死んだと聞いて軍を抜け出してしまう。空腹でダウンした魯智深におやきをあげたこともある。
- 柴進：黄海冰
後周皇室の末裔。林冲の武芸の腕にほれ込み、林冲を助ける。
- 魯智深：晋松（ジン・ソン）（中国語版）(声：長島真祐)
怪力が災いし罪人になり、世俗から逃れるため僧侶となる。僧侶になってもその怪力で恐れられ、酒を飲んで暴れたために追い出された後に、楊志・武松などの好漢と集い二竜山の頭領となる。
- 李忠：李永林(声：臼木健士朗)
史進の師匠。青州の桃花山塞の頭領になる。周通とともに地元の村で乱暴を働いたため、泥酔した魯智深にボコボコにされてしまう。
- 金翠蓮：丁子爍（ディン・ズーシュオ）(声：Lynn)
魯達（後の魯智深）に助けられ、魯達を「恩人様」と慕う。
- 智真長老：馬子俊(声：村松康雄)
五台山の長老。林冲と盧俊義と史文恭の師でもあったらしい。魯智深に禅杖と禅杖の技と予言を授ける。
- 洪師範(声：丸山壮史)
柴進の師。
- 楊志：高虎（中国語版）(声：田村真)
宋代初期の武人の楊業の子孫。武芸の腕を買われ、宰相府に納める祝いの品を護送の任に就くが、護送途中に金品を晁蓋らに奪われ、身を隠す事になる。
- 牛二（声：桂一雅）
刀を売声ろうとした楊志に絡んでもめた際に首を斬られて殺害されたならず者
- 梁中書：賀生偉(声：桂一雅)
北京大名府の長官。宋の宰相の蔡京の娘婿。
- 曹正：(声：河合みのる)
楊志、魯智深と共に二竜山に乗り込む。
- 宋清
宋江の弟。
- 武松：陳龍（中国語版）(声：野沢聡)
酒癖の悪い好青年。酔拳の使い手で、酒癖の悪さが吉となり、素手で人喰い虎を倒して英雄になるが、兄の武大を殺害した潘金蓮と西門慶を殺害したのちに流刑となる。
- 武大（中国語版）：強龍(声：山内健嗣)
小柄な饅頭売り。武松の兄。人がいい。
- 潘金蓮：甘婷婷（中国語版）(声：甲斐田裕子)
武大の嫁。もともとは大きい屋敷の下女だったが、解雇の代わりとして武大に嫁がされた。このため、武大のことはまったく愛していない。義理の弟の武松に想いを寄せるが、思いが届く筈もなく、西門慶との不倫に走ってしまう[6]。
- 西門慶：杜淳（中国語版）(声：烏丸祐一)
潘金蓮の不倫相手[7]。
- 孫二娘：何佳怡（中国語版）(声：平野夏那子)
母夜叉。
- 張青：毛竹(声：丸山壮史)
孫二娘の夫。
- 施恩：劉子赫
武松の流刑先の孟州で武松に助けを求め、武松の義弟となる。
- 蒋門神： 声：（河合みのる）
施恩の店を奪った悪党だが、武松に一度は見逃されて後に再び施恩の店を強奪。張団錬・張都監と組み武将の暗殺を試みるが失敗し、武松に殺害される。
- 張団練 ：声：（桂一雅）
蒋門神に買収されて張都監と組み、武松を暗殺を試みるが逆に武松に殺害される。
- 張都監 ：声：（長島真祐）
張団錬の弟分。蒋門神と張都監と組み武松を暗殺を試みるが逆に武松に殺害される。
- 燕順：吾買爾江
清風山の山賊。
- 王英：王春元(声：桂一雅)
清風山の山賊。少々おバカである。のちに扈三娘と結婚する。
- 鄭天寿：高海(声：烏丸祐一)
清風山の山賊。
- 花栄：張迪（中国語版）（声：近木裕哉）
清風塞の知塞。弓の名手。
- 秦明：趙秋生(声：さかき孝輔)
青州軍の総司令官。呉用の策により梁山泊入りする。
- 黄信：那家威(声：長島真祐)
秦明の弟子。
- 李俊：于承熙(声：田村真)
流刑地の江州に向かう宋江を助ける。
- 薛永（声：山内健嗣）
武芸を見世物にする膏薬売りで、偶然宋江と出会う。
- 戴宗：于博寧(声：土屋直人)
李逵の兄貴分の道士。足が速く、山道にも強い。妖術が使えるかは不明（単に足が速いだけかもしれない）。
- 李逵：康凱(声：桂一雅)
黒旋風。「鉄牛」とも呼ばれる。人はいいのだが、とにかく粗暴である。のちに燕青の弟分になる。
- 黄文炳(声：田村真)
出世のために謀反の詩を書いたと称して宋江とその宋江を助けようとした戴宗を処刑しようとした通判。
- 金大堅：郭小安(声：真田五郎)
偽の印を作る。
- 楊雄：那志東（中国語版）(声：加藤亮夫)
薊州の役人。楊雄の妻の潘巧雲が報恩寺の僧との密通を交わした挙句、石秀を貶めたために潘巧雲を殺害したのち、梁山泊へ入山する。
- 石秀：劉冠翔(声：坂東賢春)
楊雄の義弟。楊雄の妻の浮気相手を殺害し、後に潘巧雲を問い詰めたのちに楊雄が殺害し、ともに梁山泊へ入山する。
- 潘巧雲（中国語版）：孟瑤（中国語版）
楊雄の妻。報恩寺の僧と密通するがそのことを石秀により発覚し、楊雄に殺害される。
- 時遷：劉峰超(声：金子修)
こそ泥の青年で身軽な動きを持つ。徐寧の甲を盗むなど大いに活躍する。その後も地味に活躍する。
- 扈三娘：劉小小（中国語版）(声：あいざわゆりか)
扈家荘の令嬢。のちに王英と結婚する。
- 祝彪：付磊(声：益山武明)
祝家荘の三男。武力のみならず洞察力に優れた豪傑であるが礼儀を知らない。
- 解珍：（声：藤原貴弘）
登州で弟・解宝とともに猟師をしていたが、ある理由で捕まっていた。
- 孫立：(声：中西としはる)
登州の提轄。祝家荘攻略に尽力する。
- 孫新：
妻の顧大嫂とともに居酒屋を営む。
- 顧大嫂：胡可（中国語版）(声：西川侑津佳)
母大虫。梁山泊入山後、戦線に参加する機会が多くなる。
- 白秀英（声：島形麻衣奈）
大美芸人の一座の歌い手。もめ事が起こった際に雷横に殺害される。
- 高廉：張海江(声：山内健嗣)
高唐州の知府。高俅の従弟。柴進の屋敷を奪おうとしたことから梁山泊と激突する。兵法の使い手で、高度な兵法で梁山泊を苦しめる。このため、呉用は兵法に詳しい公孫勝を連れ戻すことになる。
- 呼延灼：厳洪智(声：板取政明)
双鞭の使い手。軍人として梁山泊討伐に向かうことになる。連環馬の陣を用いて梁山泊軍を苦しめたが、幾度か敗走したのちに主である募容の本性を梁山泊より聞かされ、募容を討った後、梁山泊に入山する。
- 韓滔(声：白川周作)
呼延灼の部下。
- 凌振（声：田村真）
甲丈庫の副使で砲術の使い手。呼延灼の求めに応じ、討伐軍の援軍のとして参戦しようとした矢先に梁山泊につかまり入山した。
- 徐寧(声：宮本克哉)
連環馬を破る術の鉤鎌鎗法を受け継ぐ軍人。呉用は呼延灼対策のため、策を用いて徐寧を梁山泊入りさせようとする。
- 湯隆
徐寧の親戚の鍛冶屋。梁山泊ファンで、徐寧を陥れて梁山泊入りさせる計略に嬉々として協力するが失敗する。
- 盧俊義：王建新
北京大名府の富豪で棒術の達人。いろいろあって、のちに梁山泊の副首領になる。
- 燕青：厳屹寛(声：河本啓佑)
盧俊義の従者。全身に水墨画のような刺青をしている。のちに李逵の弟分（というより人生の師匠）になる。
- 盧俊義の妻（賈氏）：陳廷嘉（中国語版）
盧家の番頭の李固と密通するが、梁山泊と合流した盧俊義により誅殺される。
- 蔡福(声：中西としはる)
大名府の牢役人。
- 蔡京：薛中鋭（中国語版）(声：真田五郎)
宋の宰相。
- 童貫：周明汕(声：板取政明)
宋の枢密院長官。
- 関勝：宝力高（中国語版）(声：中西としはる)
関羽の子孫。呼延灼の策により梁山泊に連行されて仲間になる。
- 董平：于博(声：烏丸祐一)
東平府の都監。
- 錦児：(声：島形麻衣奈)
東平府太守の令嬢。董平を慕う。
- 張清：張暁晨(声：河本啓佑)
東昌府の都監。石つぶての名手。梁山泊と戦うことは望んでいなかったが、ご両親を人質にとられており、やむなく戦うことになる。
- 皇甫端（声：板取政明）
東昌府に住む獣医師。最後の梁山泊入山者でもある。
- 李師師：安以軒(声：あいざわゆりか)
大宋国一の歌姫にして、徽宗皇帝の寵妓。開封の屋敷で老いた母親と暮らしている。燕青と徽宗皇帝を引き合わせるが、梁山泊の招安に協力したために奸臣達に宋江との関係を疑われてしまう[8]。燕青を慕っている。
- 宿大尉（中国語版）：楊念生（中国語版）
朝廷内の数少ない忠臣。皇帝に梁山泊の招安を献策する。
- 瓊英：黄瀛漩
山塞の主。かなりの武芸者で、梁山泊一行のことを見抜く。張清と結婚するが…。
- 王煥：(声：宮本克哉)
高俅の梁山泊討伐軍の武将として林冲と戦うが、返り討ちに合う。
- 龐万春
方臘配下の武将。
- 方臘：呉慶哲（中国語版）
江南地方で反乱を起こす。朝廷に帰順した梁山泊軍が討伐に向かう。地の利と武術の腕で梁山泊の面々を苦しめた。

## 各話タイトル
このタイトルは日本版のものであり、原タイトルの訓読とは異なる。
| - 第1話 伏魔殿より始まりし予兆 - 第2話 北斗七星、義の誓い - 第3話 林冲、高俅と対峙する - 第4話 史進、魯達と拳を交える - 第5話 魯達、拳三発で悪を討つ - 第6話 魯達、出家し魯智深となる - 第7話 林冲、高俅の罠に陥る - 第8話 魯智深、五台山を去る - 第9話 林冲、魯智深と相見える - 第10話 林冲、洪師範を打つ - 第11話 魯智深、瓦罐寺を焼く - 第12話 魯智深、桃花山へ向かう - 第13話 林冲、風雪の闘い - 第14話 楊志、刀を売る - 第15話 晁蓋一行、楊志を欺く - 第16話 宋江、晁蓋をかばう - 第17話 林冲、王倫を殺める - 第18話 宋江、閻婆惜に慕われる - 第19話 閻婆惜、役人を誘惑する - 第20話 宋江、閻婆惜を殺める - 第21話 魯智深、二竜山を制する - 第22話 武松、人喰い虎を打つ - 第23話 武松、兄と再会する - 第24話 潘金蓮、武松を惑わす - 第25話 武松、兄の身を案じる - 第26話 潘金蓮、西門慶と密通する - 第27話 潘金蓮、夫を毒殺する - 第28話 武松、兄の仇を討つ - 第29話 武松、母夜叉の店を訪ねる - 第30話 武松、施恩に協力する - 第31話 武松、酔って蒋門神を打つ - 第32話 飛雲浦の死闘 - 第33話 武松、行者に成りすます - 第34話 宋江、山賊に捕われる - 第35話 秦明、清雲山を襲う - 第36話 宋江、晁蓋と再会する - 第37話 李逵、張順に翻弄される - 第38話 宋江、反詩を吟ず - 第39話 戴宗、偽の親書を届ける - 第40話 晁蓋、宋江の窮地を救う - 第41話 梁山泊に替天行道の旗掲ぐ - 第42話 李逵、母と再会する - 第43話 石秀、楊雄に加勢する | - 第44話 楊雄、酔って妻を罵る - 第45話 時遷、祝家荘に捕わる - 第46話 宋江、祝家荘に苦戦する - 第47話 扈三娘、王英を打ち負かす - 第48話 梁山泊、祝家荘を攻略する - 第49話 雷横、白秀英を打つ - 第50話 朱仝、義兄弟を逃がす - 第51話 公孫勝、八卦陣を破る - 第52話 呼延灼、連環馬で翻弄する - 第53話 梁山泊、秘策で連環馬を破る - 第54話 宋江、青洲三山へ向かう - 第55話 呉用、楊志に忠義を証す - 第56話 宋江、三山を結集させる - 第57話 晁蓋、曾頭市を攻める - 第58話 晁蓋、毒矢に死す - 第59話 呉用、盧俊義を占う - 第60話 盧俊義、誤って燕青を打つ - 第61話 燕青、主の危機に参じる - 第62話 梁山泊、大名府を攻める - 第63話 関勝、戦車隊を殲滅する - 第64話 呼延灼、関勝を欺く - 第65話 神医・安道全、宋江を救う - 第66話 梁山泊、再び曾頭市へ向かう - 第67話 盧俊義、史文恭を打つ - 第68話 史進、東平府に捕わる - 第69話 張清、好漢を翻弄する - 第70話 百八星、梁山泊に集結する - 第71話 李逵、梁山泊を騒がす - 第72話 燕青、李師師と出会う - 第73話 宋江、皇帝と拝謁する - 第74話 燕青、任原を沈黙させる - 第75話 李逵、民に慕われる - 第76話 梁山泊、童貫を破る - 第77話 梁山泊、高俅を迎え撃つ - 第78話 林冲、高俅を罵る - 第79話 梁山泊、大旗を下ろす - 第80話 燕青、李師師と別れる - 第81話 瓊英、好漢と渡り合う - 第82話 張清、瓊英を説得する - 第83話 張順、湧金門に死す - 第84話 武松、片腕で方臘を打つ - 第85話 宋江、兄弟と凱旋する - 第86話 義に殉じた百八星 |

## DVD
ジェネオン・ユニバーサル・エンターテイメントジャパン（2013年12月9日以降はNBCユニバーサル・エンターテイメントジャパン）より発売。
- 水滸伝 DVD-SET1（1話 - 12話収録、2013年6月5日発売）
- 水滸伝 DVD-SET2（13話 - 24話収録、2013年7月3日発売）
- 水滸伝 DVD-SET3（25話 - 36話収録、2013年8月2日発売）
- 水滸伝 DVD-SET4（37話 - 48話収録、2013年9月4日発売）
- 水滸伝 DVD-SET5（49話 - 60話収録、2013年10月4日発売）
- 水滸伝 DVD-SET6（61話 - 72話収録、2013年11月6日発売）
- 水滸伝 DVD-SET7（73話 - 86話収録、2013年12月4日発売）
- シンプル低価格バージョン（2015年12月18日発売、各セットの収録内容は上記と同じ）
  - 水滸伝 DVD-SET1 シンプル低価格バージョン
  - 水滸伝 DVD-SET2 シンプル低価格バージョン
  - 水滸伝 DVD-SET3 シンプル低価格バージョン
  - 水滸伝 DVD-SET4 シンプル低価格バージョン
  - 水滸伝 DVD-SET5 シンプル低価格バージョン
  - 水滸伝 DVD-SET6 シンプル低価格バージョン
  - 水滸伝 DVD-SET7 シンプル低価格バージョン
- 劇場版 水滸伝（全話を約100分に再編集されたもの、2013年11月6日発売）

## CD
ジェネオン・ユニバーサル・エンターテイメントジャパンより発売。
- 水滸伝 オリジナルサウンドトラック（2013年11月6日発売）